# Perschling
Perschling (2015 előtt Weißenkirchen an der Perschling)  osztrák község Alsó-Ausztria St. Pölten-i járásában. 2024 januárjában 1552 lakosa volt. 

## Elhelyezkedése

Perschling a Sankt Pölten-i járásban

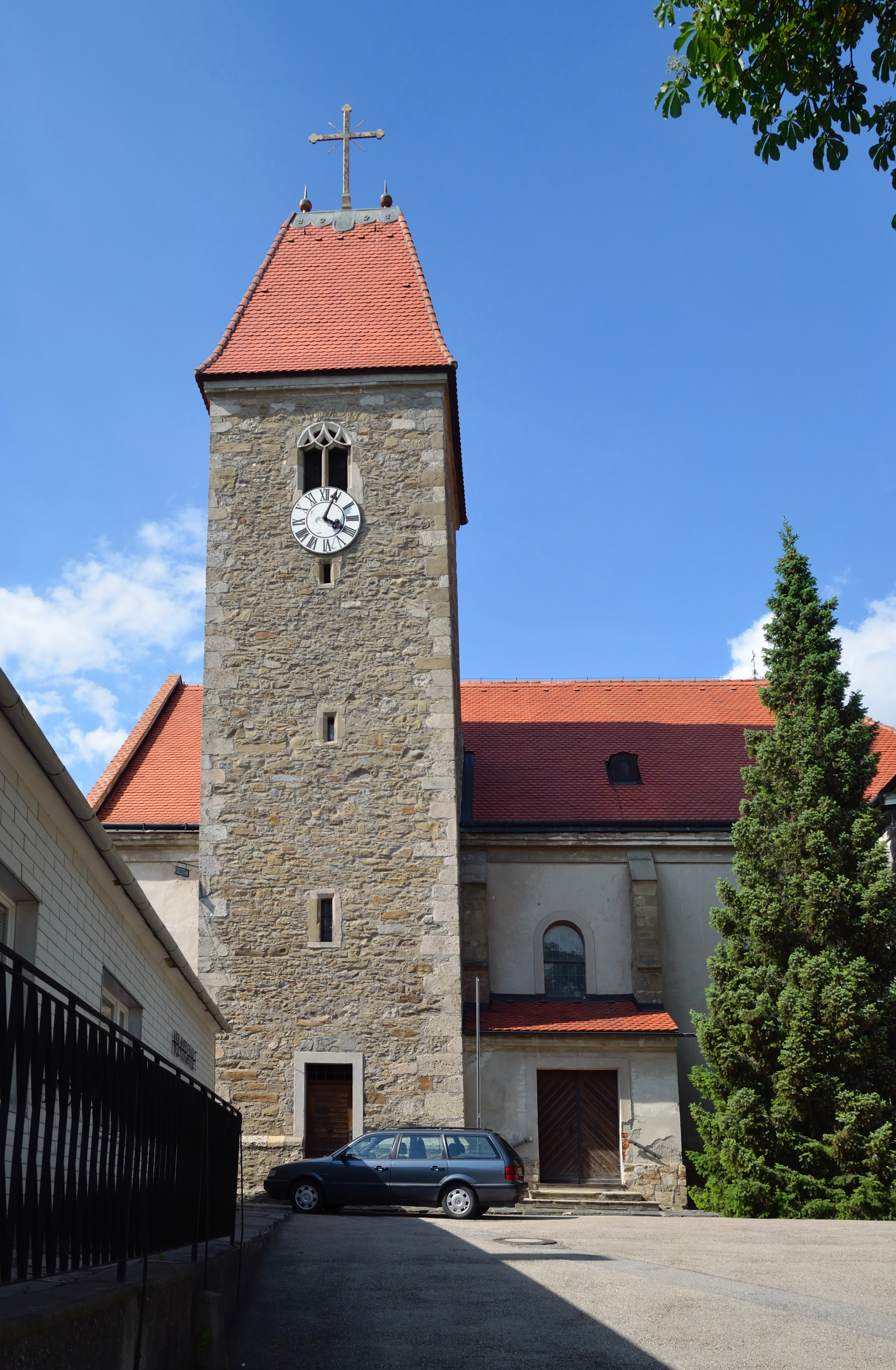
A Szt. Simon és Tádé-plébániatemplom

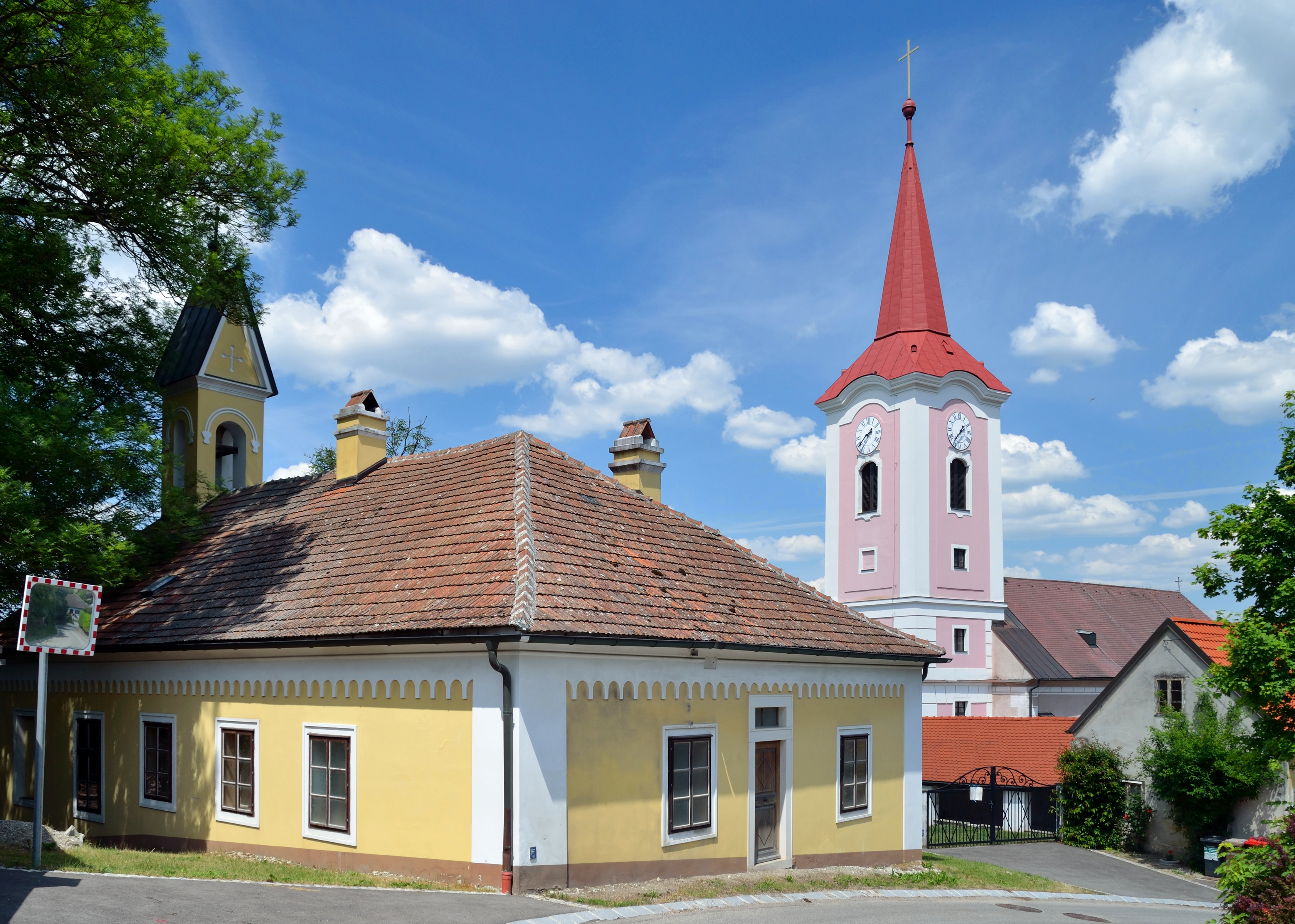
Az Urunk színeváltozása-plébániatemplom

Perschling a tartomány Mostviertel régiójában fekszik, a Perschling folyó mentén. Területének 16,9%-a erdő, 72,3% áll mezőgazdasági művelés alatt. Az önkormányzat 10 települést egyesít: Grunddorf (31 lakos 2024-ben), Gunnersdorf (51), Haselbach (65), Langmannersdorf (363), Murstetten (324), Obermoos (11), Perschling (289), Weißenkirchen an der Perschling (354), Wieselbruck (18) és Winkling (46).
A környező önkormányzatok: északra Sitzenberg-Reidling, északkeletre Atzenbrugg, keletre Würmla, délkeletre Neulengbach, délre Kirchstetten, délnyugatra Böheimkirchen, nyugatra Kapelln, északnyugatra Herzogenburg.

## Története
Perschlinget először 834-ben említi a regensburgi apátság egyik adománylevele. Az első kápolnát 1040-ben építették Weißenkirchenben, felügyeletét a kapellni plébánia látta el. Templomát 1269-ben szentelték fel, de csak 1783-ban, II. József egyházrendeletét követően lett önálló plébániatemploma lett. 1850-ben megalakult Weißenkirchen községi önkormányzata. 
A murstetteni Goldburg-kastély elődjét 1140 körül építették és 1180-ban említik először egy oklevélben. Bécs 1529-es és 1683-as török ostroma során súlyosan megrongálódott. A 18. században barokk kastéllyá alakították át, de 1809-ben a franciák felgyújtották; nem is építették újjá. 
2015-ben a község nevét Weißenkirchen an der Perschling-ről Perschlingre változtatták.

## Lakosság
A perschlingi önkormányzat területén 2024 januárjában 1552 fő élt. Lakosságszáma 1981 óta gyarapodó tendenciát mutat. 2022-ben az ittlakók 94%-a volt osztrák állampolgár; a külföldiek közül 1,1% a régi (2004 előtti), 1,9% az új EU-tagállamokból érkezett. 1,6% a volt Jugoszlávia (Horvátország és Szlovénia kivételével) vagy Törökország; 1,4% egyéb ország polgára volt. 2001-ben a lakosok 90,2%-a római katolikusnak, 0,7% evangélikusnak, 0,5% ortodoxnak, 4,2% mohamedánnak, 2,9% pedig felekezeten kívülinek vallotta magát. Ugyanekkor 3 magyar élt a községben; a legnagyobb nemzetiségi csoportot a németek (93,7%) mellett a törökök alkották 3,8%-kal. 
A népesség változása:

| 2016 | 1 328 |
| 2018 | 1 395 |

## Látnivalók
- a Weißenkirchen an der Perschling-i Szt. Simon és Tádé-plébániatemplom
- a murstetteni Urunk színeváltozása-plébániatemplom
- a haselbachi Szt. Lőrinc-templom
- a Goldburg-kastély romjai
- a helytörténeti múzeum

## Fordítás
- Ez a szócikk részben vagy egészben  a   Perschling című német Wikipédia-szócikk ezen változatának fordításán alapul.  Az eredeti cikk szerkesztőit annak laptörténete sorolja fel. Ez a jelzés csupán a megfogalmazás eredetét és a szerzői jogokat jelzi, nem szolgál a cikkben szereplő információk forrásmegjelöléseként.